# DIN 7984
DIN 7984 er en DIN-Standard for en Cylinderhovedskrue.
| Gevind                        | M3  | M4  | M5  | M6  | M8  | M10 | M12 |
| ----------------------------- | --- | --- | --- | --- | --- | --- | --- |
| Hovedbrede dk:                | 5,5 | 7   | 8,5 | 10  | 13  | 16  | 18  |
| Hovedhøjde k:                 | 2   | 2,5 | 3,5 | 4   | 5   | 6   | 7   |
| Nøglevidde s:                 | 2   | 2,5 | 3   | 4   | 5   | 7   | 8   |
| Torx:                         | T10 | T20 | T25 | T30 | T40 | T50 | -   |
| Længde b (L ≤ 125):           | 12  | 14  | 16  | 18  | 22  | 26  | 30  |
| Længde b (125mm < L ≤ 200mm): | -   | -   | -   | -   | 28  | 32  | 36  |
| Længde b (l > 200mm):         | -   | -   | -   | -   | -   | -   | -   |

| Gevind                        | M14 | M16 | M18 | M20 | M22 | M24 |
| ----------------------------- | --- | --- | --- | --- | --- | --- |
| Hovedbrede dk:                | 21  | 24  | 27  | 30  | 33  | 36  |
| Hovedhøjde k:                 | 8   | 9   | 10  | 11  | 12  | 13  |
| Nøglevidde s:                 | 10  | 12  | 12  | 14  | 14  | 17  |
| Torx:                         | -   | -   | -   | -   | -   | -   |
| Længde b (L ≤ 125):           | 34  | 38  | 42  | 46  | 50  | 54  |
| Længde b (125mm < L ≤ 200mm): | 40  | 44  | 48  | 52  | 56  | 60  |
| Længde b (l > 200mm):         | -   | 57  | 61  | 65  | 69  | 73  |